# Anii 1360
Secole: Secolul al XIII-lea - Secolul al XIV-lea - Secolul al XV-lea
Decenii: Anii 1310 Anii 1320 Anii 1330 Anii 1340 Anii 1350 - Anii 1360 - Anii 1370 Anii 1380 Anii 1390 Anii 1400 Anii 1410
Ani: 1360 | 1361 | 1362 | 1363 | 1364 | 1365 | 1366 | 1367 | 1368 | 1369